# هشام محمد
هشام محمد فياض لاعب كرة قدم عراقي سابق من مواليد عام 1974 الفلوجة لاعب موهوب من الطراز النادر يمتلك حس تهديفي رائع، فرغم قصر قامته تجده يسجل أجمل الأهداف برأسه أو بحركه هوائية أو بقدمه حيث اشتهر باهدافه الجميلة وأصبح في فترة من الفترات أفضل مهاجم في العراق.

## بدايته مع كرة القدم
بدأ حياته مثل الكثير من نجوم الكرة العراقية مع الفرق الشعبية هاوياً لمعشوقته كرة القدم وانضم لمهارته مع نادي شباب الرمادي يث اكتشف موهبته هناك المدرب حسن فرحان حيث ضمه فيما بعد للنادي الأول لفريق الرمادي وكان ذلك عام 1993 بعدها استدعي للمنتخب الأولمبي بقيادة المدرب أنور جسام فمنتخب الشباب عام 1996 على يد المدرب مظفر نوري ثم انتقل لنادي الزوراء على يد شيخ المدربين عمو بابا الذي يعتبر صاحب الفضل عليه بنجوميته والتحق فيما بعد في صفوف المنتخب الوطني عام 1998 بقيادة المدرب ناجح حمود حيث أبدع مع المنتخب كما أبدع مع معشوقته الكرة الزورائية وسجل ما يقارب 28 هدفا مع المنتخب وأكثر من 150 هدفا في الدوري العراقي.

## هشام محمد والألقاب
لهشام محمد مكانه كبيرة في قلوب الجماهير اينما حل، واينما تواجد كان يغازل جماهير ناديه ومحبيه باهدافه الجميلة فاطلقو عليه الكثير من الألقاب اشهرها في العراق ومع الزوراء (هشو) ومقولة وهتافات الجمهور الشهيرة (ويمه يمه يمه هشو وين اضمه) وهشام أبو الغيرة كما لقب باورتيغا والقاطرة البشرية، كما حصل على لقبه الآخر النورس الطائر في سوريا.

## انجازات هشام محمد مع الكرة العراقية
- يعتبر هشام محمد ابرز اللاعبين الذي ساهمو مع نادي الزوراء للحصول على الكثير من الألقاب المحلية كالدوري العراقي الممتاز أو الكأس والقاب أخرى خارجية كبطولة الصداقة والسلام في الإمارات والتي كان هدافها ووصيف كأس الكؤوس الآسيوية الذي بهدفه وصل الزوراء للمباراة النهائية
- حصل على لقب أفضل مهاجم في العراق عام 1998 وكان ذلك عن استقاق كبير
- أول لاعب عراقي يسجل 5 اهداف في تصفيات كاس العالم في مباراة واحدة منذ مشاركة العراق وكان ذلك في بغداد عندما فزنا على مكاو 8-0 سنة 2001
- اختيارة أفضل شخصية رياضية من قبل تلفزيون العراق كأفضل شخصية رياضية وكان ذلك عام 2002
- هداف الدوري العراقي الملغى موسم 2002-2003 برصيد 22 هدفا حتى توقفه
- رابع أفضل هداف في العالم في تصفيات كاس العالم عام 2003
- وأفضل لاعب عراقي عام 2005
- حصل على أفضل لاعب في عام 2011 في استظلاع جريدة مونديال
-الدوري العراقي مع الزوراء (1999-2000-2001-2006-2011)كأس العراق (1996-1998-1999-2000)كأس المثابرة (السوبر)(1998-1999-2000)بطولة ام المعارك (1999)

## هشام محمد والدوري العراقي والأهداف
ظهر هشام لأول مرة مع نادي الرمادي عام 1993 ونتيجة لعطائه الكبير مع ناديه اعجب به شيخ المدربين عمو بابا وجلبه لنادي الزوراء عام 1995 حيث أبدع هنالك وبدأت مسيرته الحقيقة في الدوري العراقي كهداف من الطراز الفريد، فلهشام رحلة جميلة في الدوري العراقي اتسمت بالحب لفريقه الزوراء ولمدرستها وحقق مع الزوراء الكثير من الألقاب المحلية والبطولات وكان له تواجد مستمر في قائمة الهدافين فكان ثالث أعلى رصيد للتهديف موسم 98-99 وسجل مع الزوراء 17 هدفا متخلفا عن اقرب منافسيه أحمد خضير لاعب الجوية وهاشم رضا لاعب الشرطا بهدفين، كما كان هدافا للدوري العراق دون منازع لولا الحرب الغادرة على العراق التي اوقفت الدوري العراقي سجل هشام محمد حينها 22 هدفا جعلته على راس ترتيب الهدافين بفارق 4 اهداف عن اقرب منافسية اللاعب أحمد مناجد الذي سجل 18 هدفا مع ناديه الشرطة ليضيع لقب لم يتحقق رسميا لكنه حقق شخصيا وجماهيريا لقب هداف الدوري العراقي الممتاز بعدها كانت له مع الاحتراف والابتعاد عن العراق حاله حال الكثير من النجوم الكرة العراقية حتى كاد ان يخلو الدوري العراقي من اللاعبين اصحاب الشهرة والإنجازات مع الكرة العراقية، لكنه عاد فيما بعد ويثبت انه متواجد وانه من ابرز لاعبين الهجوم الذين مرو على الكرة الزورائية والدوري العراقي ويحل ثالث الهدافين موسم 2005-2006 بعد كل من صاحب عباس لاعب كربلاء ومصطفى كريم لاعب الشرطة

## هشام محمد ورحلة الاحتراف
في عام 1999 وبعد ادائه الرائع في بطولة الشعب الإماراتية وحصولة على لقب الهداف في هذه البطولة هبطت العروض الخليجية على هشام محمد لضمه لصفوفها وفاز نادي الاهلي بفرصة ضمه لكن الإصابة بعد 6 أشهر حرمته من اكمال احترافه والعودة لبغداد لتنتهي تجربة احتراف هشام الأولى وبعد الحرب على العراق سنحت فرصة أخرى للاحتراف لهشام محمد وهذه المرة مع الاتحاد السوري عام 2004 وقدم عروض رائعة هناك وسجل 14 هدفا في مرحلة واحدة فقط واحتل فريقة الاتحاد المركز الثالث ثم انتقل إلى نادي جبلة اللاذقية السوري وسجل هناك 7 اهداف في موسمه الأول مع الفريق واحتل ناديه جبلة المركز السابع وكانت لهشام فيما بعد تجربة احتراف في الدوري الأردني مع نادي البقعة الأردني انتهت بالفشل بعد حرمان هشام من اللعب في الدوري لمدة ستة أشهر بعد اعتراضه على حكم المباراة بعد عرقلته في منطقة الجزاء ورغم ذلك فانه استطاع التسجيل مع البقعة 5 اهداف من اصل 3 مباراة ليقوم فيما بعد بانهاء عقده رغم استغنائه عن الكثير من مستحقاته واتخاذ قرار العودة لمعشوقته المدرسة الزورائية

## مشاركات هشام محمد الدولية مع الكرة العراقية
ابتدأت مشاركات هشام محمد الدولية لحظة انضمامه إلى نادي الزوراء عام 1999 الذي قدم هشام محمد إلى المنتخب الوطني الأول حيث بدات مسيرته الدولية الفعلية رغم اشتراكه في منتخب الشباب والأولمبي قبل هذه الفترة، ففي هذه الفترة فقط برز اسم جديد في سماء الكرة العراقي اسم نجم هداف لامع وسجل أول اهدافه الدولية ذلك العام امام الأردن في مباراة ودية في بغداد انتهت بفوز العراق 2-0، كما شارك بنفس العام مع المنتخب بتصفيات الأمم الآسيوية والدورة العربية التاسعة في الأردن وسجل في الدورة العربية 3 اهداف احدهم على الأردن عندما خسرنا 2-1 وهدفين اخرين ضد لبنان عندما فزنا بنتيجة 4-0، وشارك مع نادي الزوراء في بطولة نادي الشعب في الإمارات وساهم كثيرا بتحقيق لقبها وحصل يومها هناك على لقب هداف البطولة فسجل 4 اهداف في أولى مباريات البطولة ضد نادي اسود نيجيريا وانتهت المبارة زورائية 6-0 كما سجل هدف الفوز عدي الخليج وانتهت المبارة زورائية 1-0 وسجل هدفا اخرا امام النجمة وانتهت المبارات زورائية أيضا 3-2 وسجل هدف المبارة الوحيد الذي انتصر به الزوراء على اتحاد كلباء واليحرز لقب البطولة بعد عدة انتصارات متتالية دون أي خسارة، وفي عام 2000 شارك مع المنتخب ببطولة غرب آسيا وسجله هدفه الوحيد في هذه البطولة امام قرغيسستان العاصمة عمان الأردنية وانتهت المبارات يومها 4-0، كما شارك مع المنتخب في نفس العام في بطولة شنغهاي الدولية في الصين وسجل هدف العراق الوحيد امام الصين يوم خسرنا 4-1، م مع ناديه الزوراء بالحلول وصيف كاس الكؤوس الآسيوية حيث يعود الفضل اليه للوصول للمباراة النهائية حيث سجل هدف الزوراء الذهبي امام نافخاكبور الأوزبكستاني في مباراة النصف النهائي لينقل الزوراء للمباراة النهائية التي خسرها امام شيميزو الياباني بنتيجة طيبة وادائ مشرف 1-0، وشارك هشام بعدها مع المنتتخب في نهائيات امم آسيا في لبنان، وفي عام 2001 أصبح هشام أول لاعب عراقي يسجل 5 اهداف في مباراة واحدة ضمن تصفيات كاس العالم في بغداد امام مكاو يوم فزنا بنتيجة 8-0 كما سجل هدفين بنفس التصفيات امام نيبال وانتهت المبارة عراقية 9-1 وفي نفس العام شارك مع المنتخب في معسكر يوغسلافيا للتحضير لتصفيات كاس العالم ومعسكر الخليج من بعده وسجل هناك ضد الإمارات في أبو ظبي يوم تعادلنا 2-2 وفي تصفيات كأس العالم سجل في بغداد هدفين اهداف الفوز على تايلند وانتهت المبارات عراقية 4-0 كما اشترك بنفس العام العام مع الزوراء في بطولة القدس الدولية التي اقيمت في بغداد وسجل هدفا للزوراء امام الكرامة السوري، وفي عام 2002 سجل مع المنتخب في الدوحة أحد اهداف الفوز امام قطر في المباراة التي انتهت بالفو 3-1، وفي عام 2003 شارك مع المنتخب في بطولة (ال جي) بطهران وسجل هدفا امام الاورغواي الأولمبي وكن يومها خسرنا المباراة بنتيجة 5-2 وخسرنا البطولة، كما سجل في نفس العام هشام هدفا ضد مينمار في كوالالامبور ضمن تصفيات امم آسيا وانتهت المبارات بفوزنا بنتيجة 3-0، وشارك مع المنتخب في معسكر ألمانيا وقد أداءً طيبا هناك ضد انترلجاواوسول الألماني وانتهت 3-0 وسجل هدف اخر ضد نادي اونترهخن وانتهت المبارات 4-1، وفي عام 2004 شارك مع الزوراء في دوري ابطال العرب وسجل هدفا امام الوحدات الأردني يوم تعادلنا 2-2، كما شارك بجولة المنتخب في بريطانيا فيما بعد، وفي عام 2005 شارك مع الزوراء في بطولة دمشق الدولية وسجل هناك هشام هدفا ضد الشباب الأردني وانتهت المبارات 4-1، كما شارك مع الزوراء في بطولة تشرين في مدينة اللاذقية السورية وشارك بدوري ابطال العرب مع الزوراء وسجل هناك في عمان هدفا ضد نادي اليرموك الأردني عندما فزنا 2-0، وشارك بنفس العام مع الزوراء في معسكر قبرص، وفي عام 2006 سجل للزوراء هدفا ضد نادي رفح الفلسطيني في مباراة ودية جرت في العاصمية عمان الأردنية وانتهت زورائية 2-1.